# 普莱瑟维尔 (科罗拉多州)
普莱瑟维尔（英語：Placerville）是美国科羅拉多州聖米格爾縣的一个非建制地區和邮政投递点。普莱瑟维尔的邮政编码为81430。